# Шяуляйський повіт
Шяуляйський повіт (лит. Šiaulių apskritis) — повіт на півночі Литви, займає частини етнографічних регіонів Жемайтія і Аукштайтія. Межує з Латвією, а також з Тельшяйським, Тауразьким, Каунаським і Панєвєзьким повітами. Утворений законом Литовської Республіки про територіально-адміністративні одиниці, прийнятому 19 липня 1994.

## Географія
Річки: Шушве, Шешувіс, Вірвіча, Авнова.

## Адміністративний поділ
Повіт утворюють території:
- Самоврядування міста Шяуляй
- Самоврядування Шяуляйського району (10 староств)
- Самоврядування Акмянського району (6 староств)
- Самоврядування Йонішкіського району (10 староств)
- Самоврядування Кельмеського району (11 староств)
- Самоврядування Пакруоїського району (8 староств)
- Самоврядування Радвілішкіського району (12 староств)

## Фотогалерея

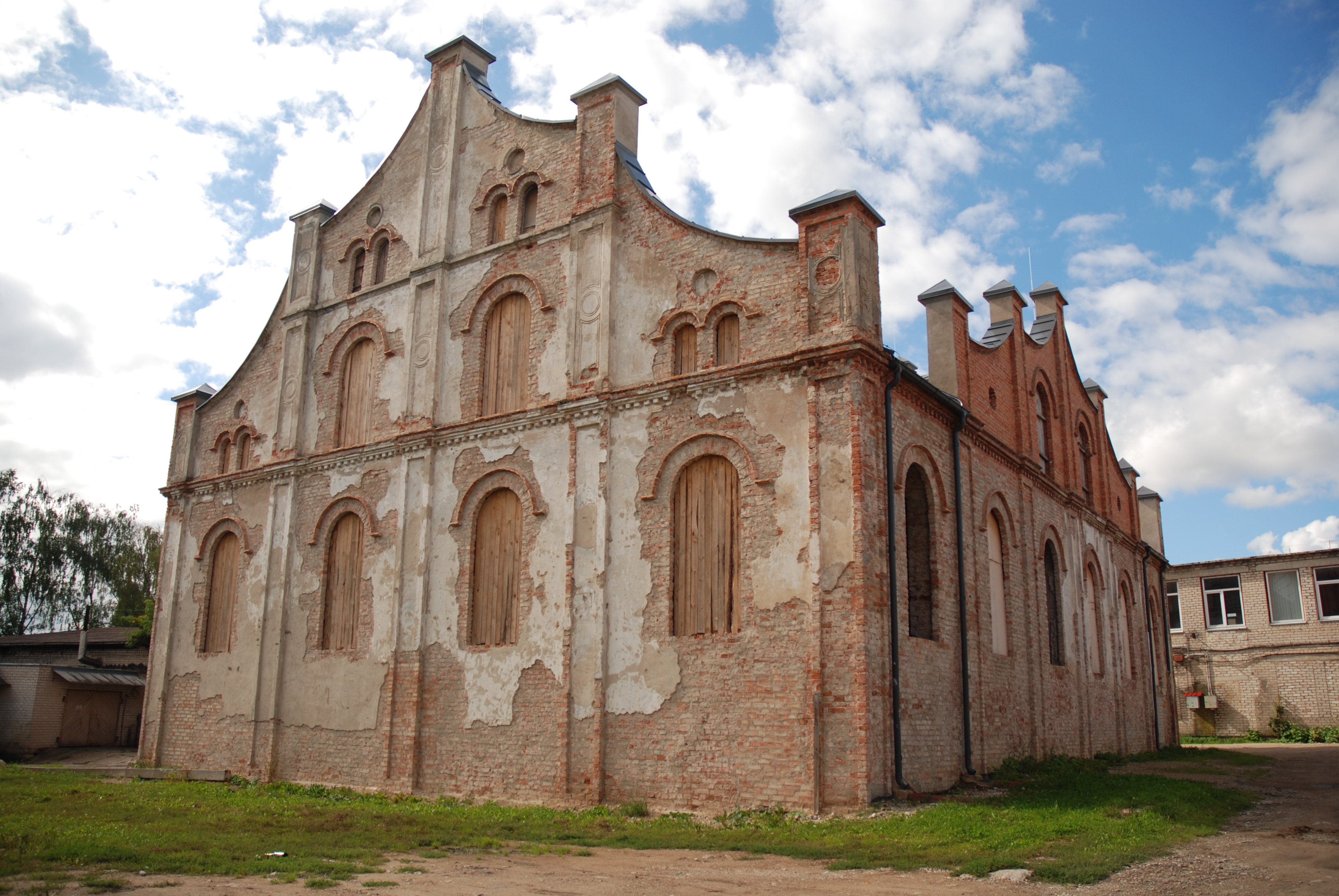
Йонішкіс
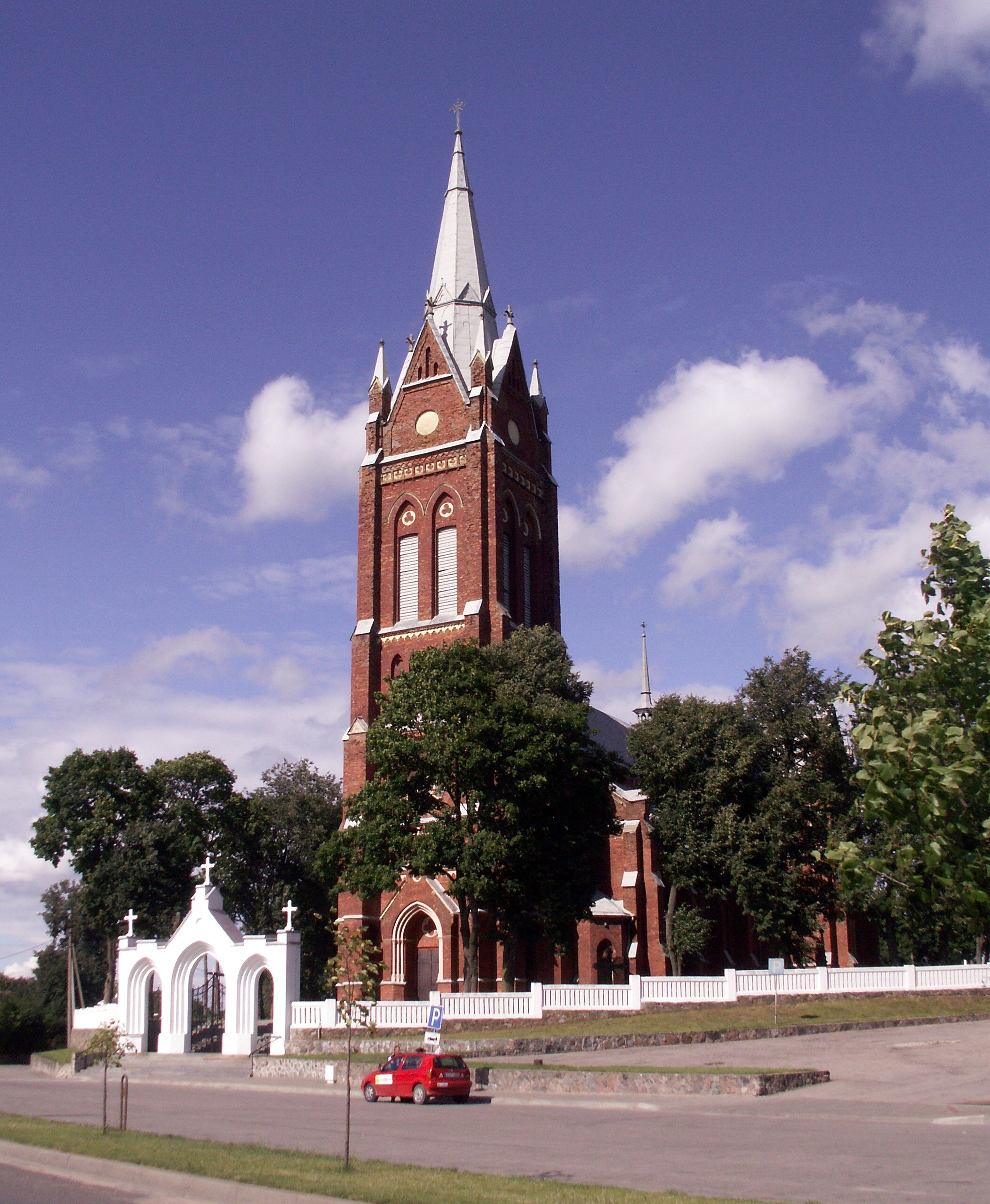
Кельме
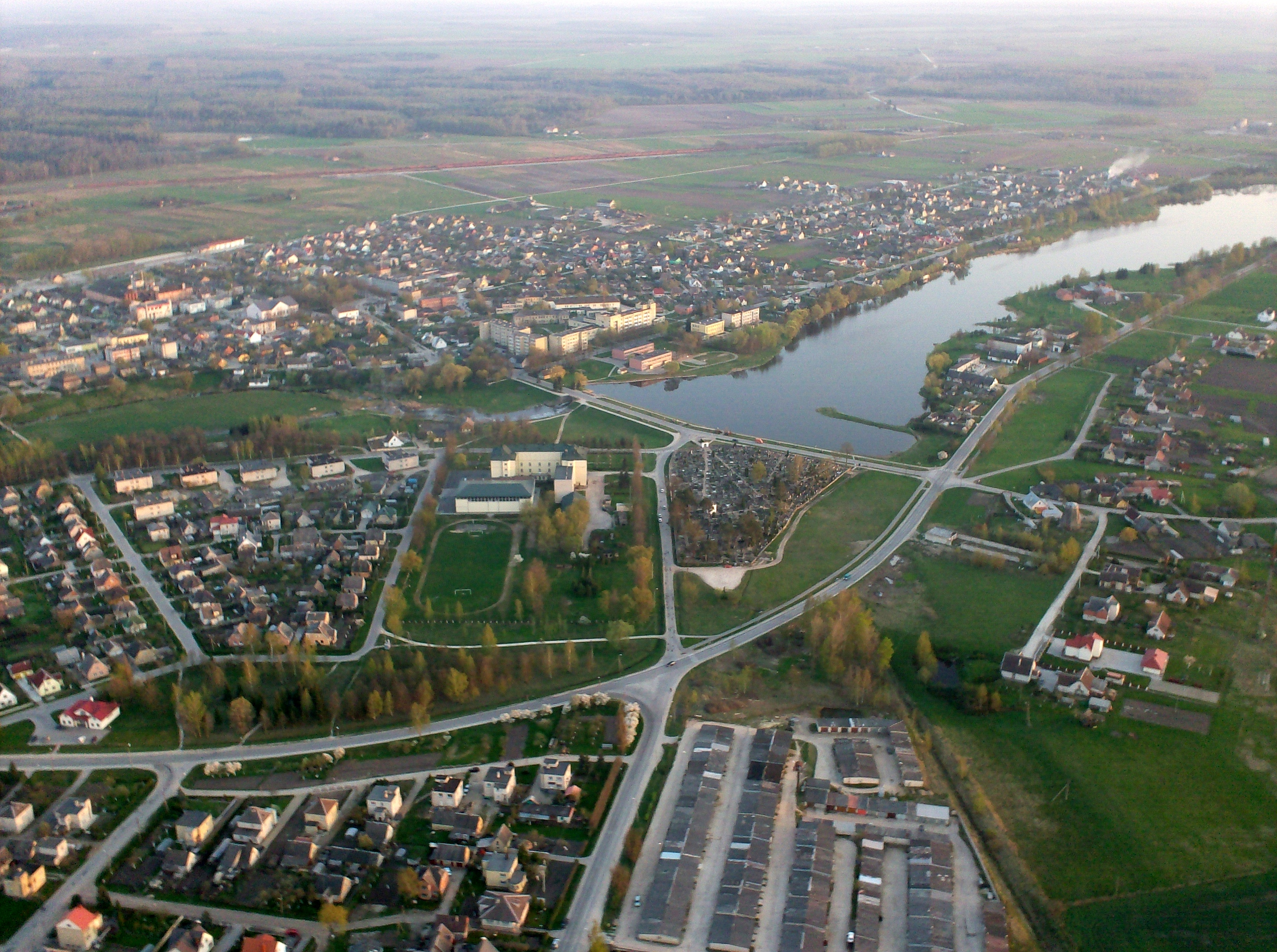
Пакруоїс
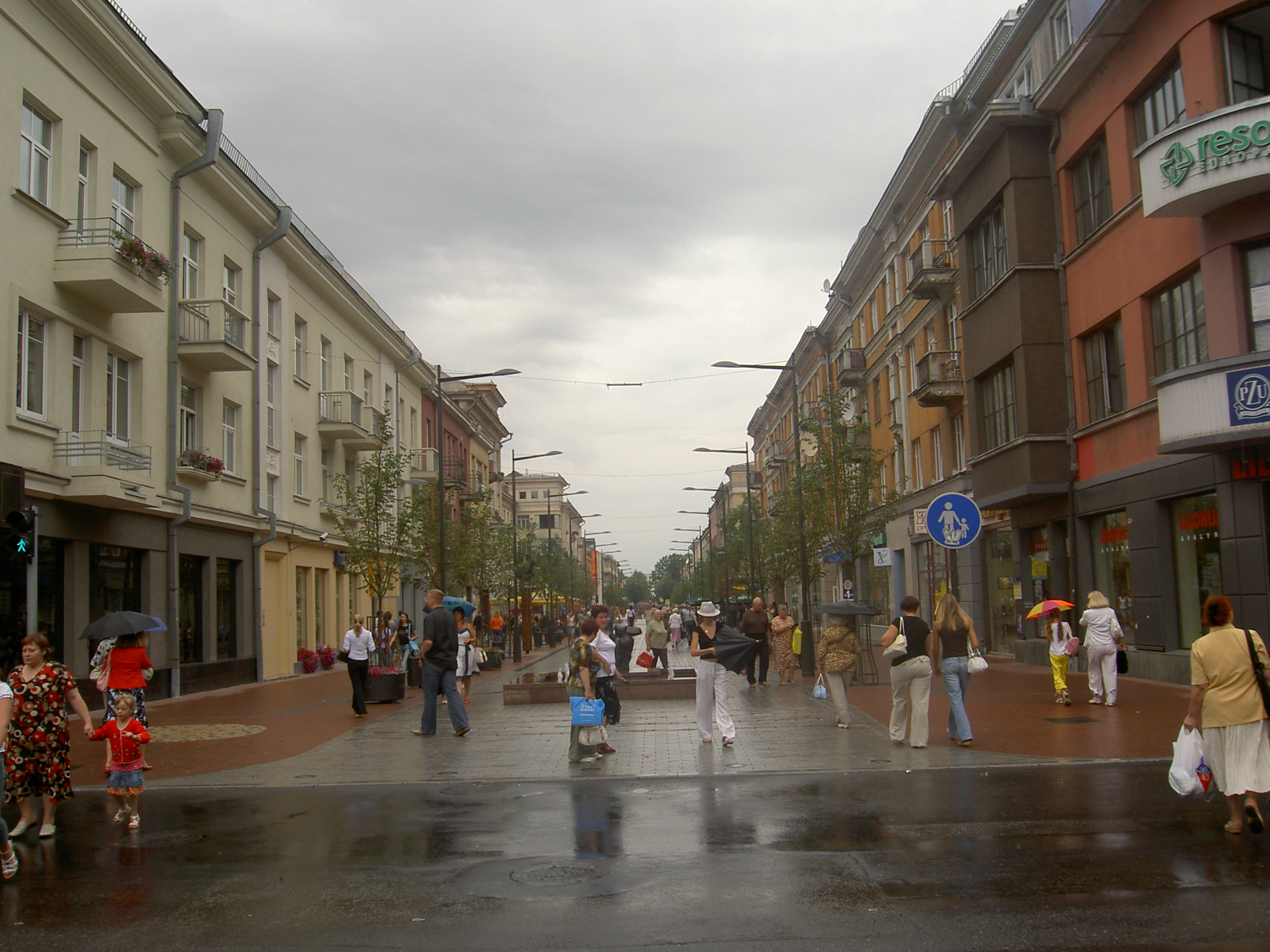
Шауляй